# Kwast (hout)

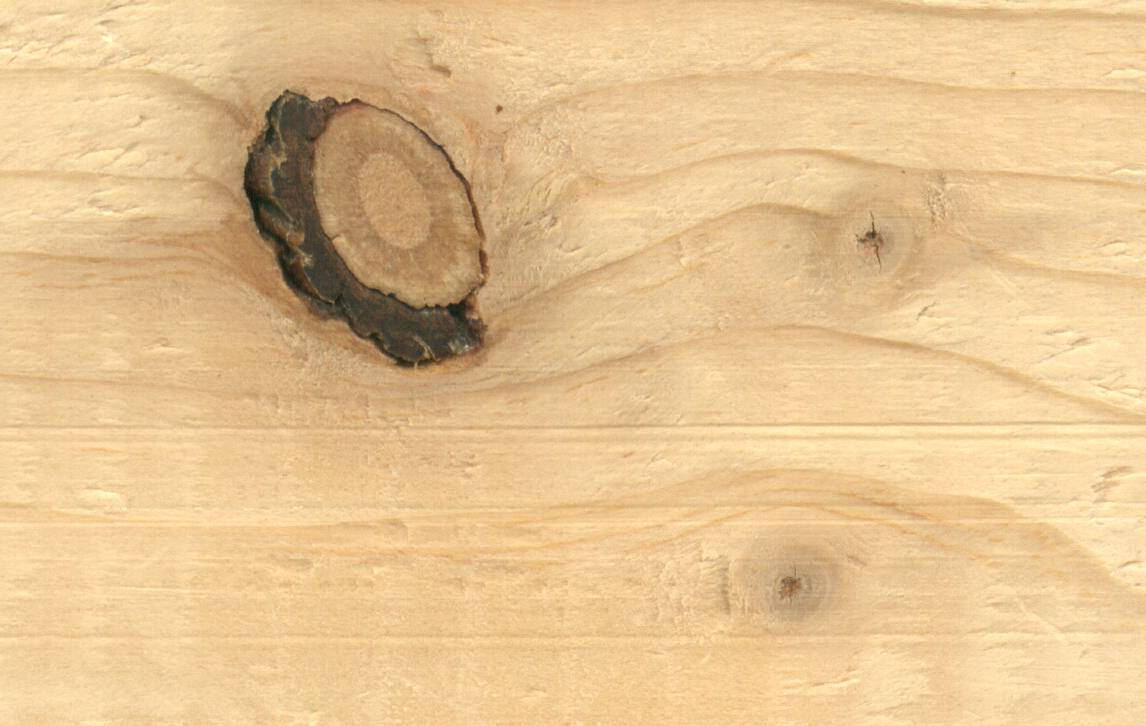
Een (grote) losse kwast en twee (kleine) vaste kwasten (noesten) in grenenhout

Een kwast ook wel weer, noest of knoest genoemd in hout is de plaats waar een zijtak aan de boom groeide. In een boom heeft een tak een andere richting dan de stam van de boom, waardoor nieuwer hout om deze tak heen moet groeien en in de verdrukking komt. Hierdoor heeft een kwast zowel een andere draadrichting als een andere hardheid dan het omringende hout. Een kwast maakt hout zowel minder sterk als moeilijker te bewerken. Losse kwasten zijn dan ook als een houtgebrek aan te merken.
Kwasten zijn er in verschillende maten, en kunnen zowel vergroeid zijn met het omringende hout als los liggen. In het laatste geval kan bij verzagen de kwast uit het hout vallen. Bij bepaalde toepassingen van hout worden kwasten verwijderd en vervangen door stoppen. Een kwast kan ook een levendig patroon aan het hout geven, en afhankelijk van de mode kan hout met kwasten juist in trek zijn. Als een boom tijd van leven heeft, levert hij mooi kwastvrij hout.
Er zijn losse en vaste kwasten. Vaste kwasten ontstaan als de tak in leven blijft en het cambium dus aaneengesloten blijft. Het cambium kan dan onafgebroken groeiringen blijven maken. Losse kwasten ontstaan als de tak en het cambium afsterft.
Binnen de bouwkunde en de aannemerij (in het bijzonder binnen het vak timmerman) wordt een onderscheid gemaakt tussen kwasten en noesten: de kwast is als het deel dat de kwast vormt los zit en bij drogen de neiging heeft los te gaan zitten of zelfs er helemaal uit te komen. Het hout vertoont dan een kwastgat. Een noest zit per definitie vast en zorgt er dan voor dat het hout één geheel vormt. Noesten zijn harder dan het omringende hout en dat houdt dan ook in dat noesten moeilijker te bewerken zijn. Bij breuk loopt de breuklijn normaal gesproken met de jaarringen mee. Bij kwasten en noesten is dat lastiger en vooral minder goed te voorspellen. Bij het bewerken van hout met een beitel probeert de timmerman de kwasten en noesten absoluut te vermijden.